# Gilbert Warrenton
Pour les articles homonymes, voir Warrenton.

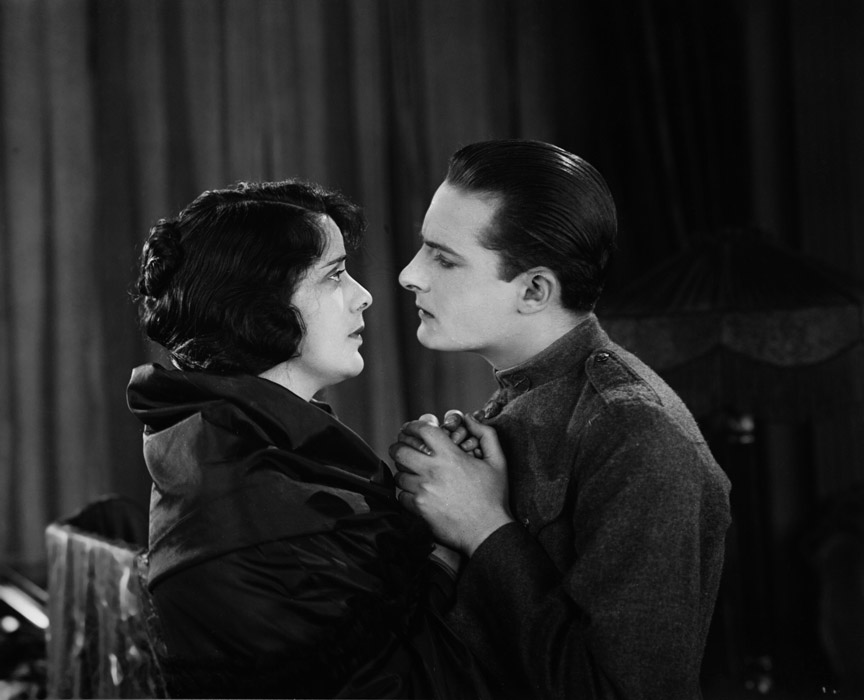
Alma Rubens et Gaston Glass, dans Humoresque (1920)

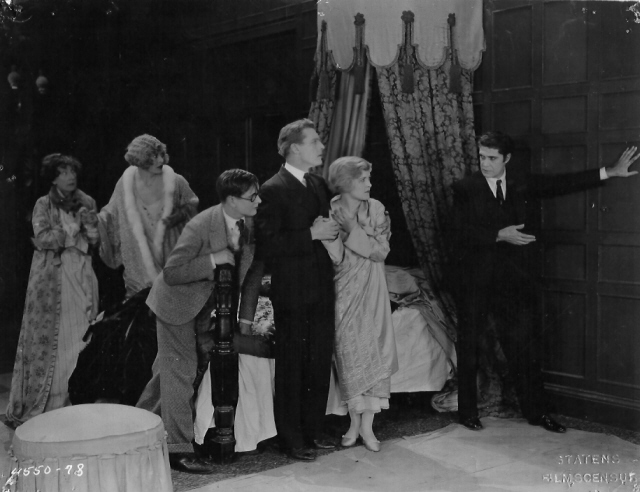
De g. à d. : Flora Finch, Gertrude Astor, Creighton Hale, Forrest Stanley, Laura La Plante et Arthur Edmund Carewe, dans La Volonté du mort (1927)

Gilbert « Gil » Warrenton est un directeur de la photographie américain (membre de l'ASC), né le 7 mars 1894 à Paterson (New Jersey), mort le 21 août 1980 dans le comté de Riverside (lieu indéterminé) (Californie).

## Biographie
Au cinéma, Gilbert Warrenton débute comme chef opérateur en 1916 et contribue jusqu'en 1963 à cent-soixante-deux films américains, dont une cinquantaine muets. Après le passage au parlant, il s'illustre surtout dans le domaine de la série B, y inclus des westerns.
Parmi ses films notables, citons La Volonté du mort (1927, avec Laura La Plante et Forrest Stanley) et L'Homme qui rit (1928, avec Mary Philbin et Conrad Veidt), tous deux réalisés par Paul Leni, Show Boat d'Harry A. Pollard (version de 1929, avec Laura La Plante et Joseph Schildkraut), ou encore La Belle et la Bête d'Edward L. Cahn (1962, avec Mark Damon et Eduard Franz).
À la télévision, Gilbert Warrenton est directeur de la photographie sur dix séries, entre 1950 et 1962.
Il est le fils de l'actrice, réalisatrice et productrice Lule Warrenton (1862-1932).

## Filmographie partielle

### Au cinéma
- 1918 : Une femme d'attaque (Fair Enough) d'Edward Sloman
- 1920 : Humoresque de Frank Borzage
- 1921 : The Plaything of Broadway de John Francis Dillon
- 1921 : Behind Masks de Frank Reicher
- 1921 : Little Italy de George Terwilliger
- 1921 : The Land of Hope d'Edward H. Griffith
- 1921 : Hush Money de Charles Maigne
- 1922 : The Bachelor Daddy d'Alfred E. Green
- 1922 : L'Émigrée (Anna Ascends) de Victor Fleming
- 1922 : Missing Millions de Joseph Henabery
- 1923 : Patricia (Little Old New York), de Sidney Olcott
- 1923 : Sous la robe rouge (Under the Red Robe) d'Alan Crosland
- 1923 : The Leopardess d'Henry Kolker
- 1924 : Le Fleuve de feu (Flowing Gold) de Joseph De Grasse
- 1924 : Love and Glory de Rupert Julian
- 1924 : Secrets of the Night d'Herbert Blaché
- 1925 : Seven Days de Scott Sidney
- 1925 : Quand on a vingt ans (The Plastic Age) de Wesley Ruggles
- 1926 : Somebody's Mother d'Oscar Apfel
- 1926 : Prisonniers de la tempête (Prisoners of the Storm) de Lynn Reynolds
- 1926 : Femmes d'aujourd'hui (Butterflies in the Rain) d'Edward Sloman
- 1927 : La Volonté du mort (The Cat and the Canary) de Paul Leni
- 1927 : Méfiez-vous des veuves (Beware of Widows) de Wesley Ruggles
- 1927 : A Man's Past de George Melford
- 1927 : Surrender d'Edward Sloman
- 1928 : Solitude (Lonesome) de Paul Fejos
- 1928 : Grande Vedette (Mother knows Best) de John G. Blystone
- 1928 : L'Homme qui rit (The Man who laughs) de Paul Leni
- 1929 : Scandal de Wesley Ruggles
- 1929 : La Dame de cœur (The Mississippi Gambler) de Reginald Barker
- 1929 : Show Boat d'Harry A. Pollard
- 1929 : Le Piège d'amour (The Love Trap) de William Wyler
- 1930 : Captain of the Guard (en) de John Stuart Robertson
- 1930 : Hide-Out de Reginald Barker
- 1930 : Mothers Cry d'Hobart Henley
- 1931 : Ten Cents a Dance de Lionel Barrymore
- 1932 : Si j'avais un million (If I had a Million), film à sketches de James Cruze & al., segment China Shop
- 1933 : Le Sphinx (The Sphynx) de Phil Rosen
- 1933 : Hello, Everybody ! de William A. Seiter
- 1933 : A Lady's Profession (en) de Norman Z. McLeod
- 1933 : Mama Loves Papa de Norman Z. McLeod
- 1933 : Les Gaietés du collège (The Sweetheart of Sigma Chi) d'Edwin L. Marin

- 1934 : The Loudspeaker (en) de Joseph Santley

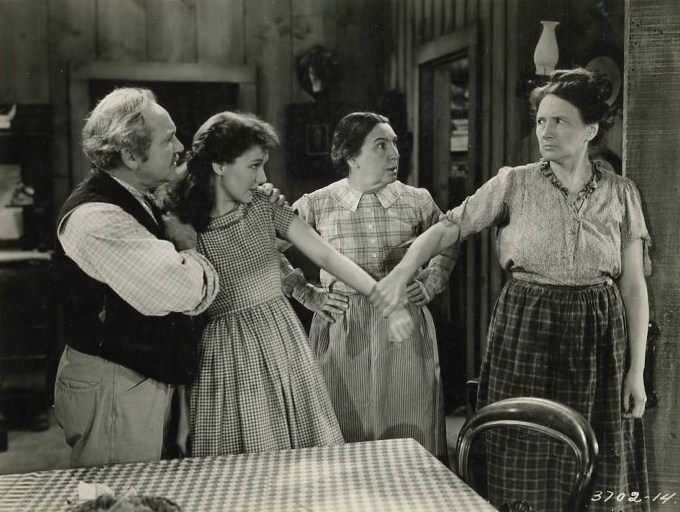
De g. à d. : George Cleveland, Jean Parker, Sarah Padden et Marjorie Main, dans Romance of the Limberlost (1938)

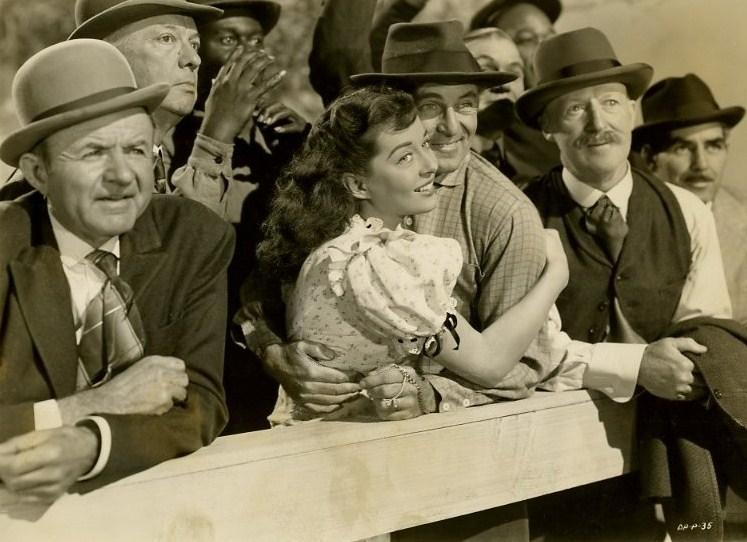
Gail Russell et John Hoyt (au centre), dans The Great Dan Patch (1949)

- 1934 : Beggars in Ermine de Phil Rosen
- 1934 : Cowboy Holiday de Robert F. Hill
- 1934 : Eight Girls in a Boat de Richard Wallace
- 1935 : Born to Gamble (en) de Phil Rosen
- 1935 : The Spanish Cape Mystery de Lewis D. Collins
- 1935 : Sunset Range de Ray McCarey
- 1937 : Headline Crasher de Leslie Goodwins
- 1937 : Draegerman Courage (it) de Louis King
- 1937 : A Bride for Henry de William Nigh
- 1937 : Telephone Operator de Scott Pembroke
- 1938 : La Fille adoptive (Romance of the Limberlost) de William Nigh
- 1938 : Trois du cirque (Under the Big Top) de Karl Brown
- 1949 : Ride, Ryder, Ride ! de Lewis D. Collins
- 1949 : The Great Dan Patch de Joseph M. Newman
- 1949 : Alimony d'Alfred Zeisler
- 1950 : Blue Grass of Kentucky de William Beaudine
- 1950 : Young Daniel Boone (en) de Reginald Le Borg
- 1950 : Outlaw Gold de Wallace Fox
- 1951 : Blue Blood (film, 1951) de Lew Landers
- 1951 : Man from Sonora de Lewis D. Collins
- 1952 : Aladdin et sa lampe (Aladdin and His Lamp) de Lew Landers
- 1953 : The Great Jesse James Raid (it) de Reginald Le Borg
- 1953 : Les Péchés de Jézabel (Sins of Jezebel) de Reginald Le Borg
- 1954 : The White Orchid de Reginald Le Borg
- 1956 : Massacre de Louis King
- 1958 : Dragstrip Riot (en) de David Bradley
- 1958 : High School Hellcats d'Edward Bernds
- 1959 : Forbidden Island de Charles B. Griffith
- 1959 : Fais ta prière... Tom Dooley (The Legend of Tom Dooley) de Ted Post
- 1959 : Paratroop Command de William Witney
- 1959 : The Diary of a High School Bride de Burt Topper
- 1961 : Le Maître du monde (Master of the World) de William Witney
- 1962 : Saintly Sinners (en) de Jean Yarbrough
- 1962 : La Belle et la Bête (Beauty and Best) d'Edward L. Cahn
- 1962 : Panique année zéro (Panic in Year Zero !) de Ray Milland

### À la télévision (séries)
- 1950 : Dick Tracy
  - Saison 1, épisodes 9 et 10 The Mole (Parts I & II) de B. Reeves Eason
- 1955-1957 : Sergent Preston of the Yukon
  - Saisons 1 et 2, cinquante-deux épisodes
- 1957 : Tales of Wells Fargo
  - Saison 1, épisode 9 Rio Grande de Sidney Salkow
- 1957-1960 : M Squad
  - Saison 1, épisode 4 Pete loves Mary (1957) de Bernard Girard
  - Saison 3, épisode 1 Ten Minutes to Doomsday (1959) de Don Medford, épisode 3 Sunday Punch (1959) de Don Taylor et épisode 25 The Velvet Stakeout (1960) de William Witney